# Drew Seeley

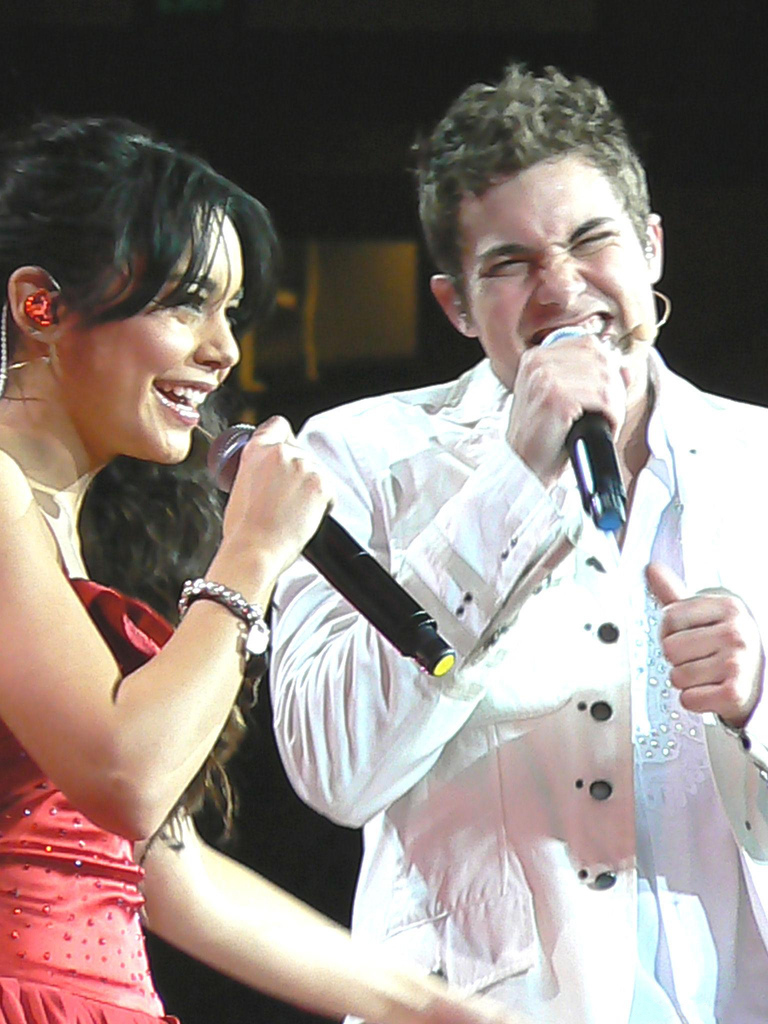
Vanessa Anne Hudgens (links) und Drew Seeley (rechts) auf der Konzert-Tournee von High School Musical (Januar 2007)

Andrew Michael Edgar Seeley  (* 30. April 1982 in Ottawa, Ontario), bekannt als Drew Seeley, ist ein kanadischer Schauspieler, Songwriter, Tänzer und Sänger.

## Biografie
Drew Seeley wuchs nahe Toronto auf. Er hat eine jüngere Schwester, Katie. Seit seinem zehnten Lebensjahr ist Seeley aktiver Schauspieler und Sänger; 1993 gehörte er zur Besetzung des Musicals Show Boat. Er war als Darsteller beteiligt an US-amerikanischen Fernsehproduktionen wie Springfield Story, Dawson’s Creek, One Tree Hill, Hotel Zack & Cody und Another Cinderella Story. In den 1990er Jahren zog er nach Florida um und später nach Kalifornien.
Seeley ist bereits seit seinem zehnten Lebensjahr ein aktiver Sänger und Schauspieler und er gehörte im Jahr 1993 zur Besetzung des Musicals „Show Boat“.
Seine Stimme wurde im Jahr 2006 international bekannt, als sich herausstellte, dass Zac Efrons gesangliche Beteiligung in dem Disney-Channel-Film High School Musical nur gering war und wesentliche Teile dessen Liedpassagen von Seeley eingesungen bzw. beide Stimmen überlagert worden waren, um eine bestmögliche Interpretation der Lieder zu ermöglichen. Außerdem verfasste Seeley gemeinsam mit Ray und Greg Cham das auf dem Soundtrack enthaltene Lied Get’cha Head in the Game und wurde dafür für den Emmy nominiert. Als das Ensemble des Films im Anschluss an die erfolgreichen Fernsehausstrahlungen von High School Musical auf Konzert-Tournee gingen, nahm Seeley als Sänger ebenfalls daran teil und ersetzte Zac Efron, der zu dem Zeitpunkt mit Dreharbeiten zu Hairspray (2007) beschäftigt war. In der Fortsetzung High School Musical 2 (2007) sang Zac Efron selbst.
Insgesamt wirkte Seeley neben High School Musical an Cheetah Girls – Auf nach Spanien, Jump In! und Another Cinderella Story, den vier größten Filmproduktionen des Disney Channels mit. In Another Cinderella Story spielt Seeley an der Seite von Selena Gomez die Hauptrolle. Bis zum 30. August spielt Seeley den Prince Eric im Musical The Little Mermaid am Broadway.
Er ist seit dem 28. April 2013 mit der Fernsehmoderatorin und Schauspielerin Amy Paffrath verheiratet. Die beiden wurden 2019 Eltern einer Tochter.

## Diskografie
Singles

| Jahr | Titel Album                                                       | Höchstplatzierung, Gesamtwochen, AuszeichnungChartplatzierungen (Jahr, Titel, Album, Platzierungen, Wochen, Auszeichnungen, Anmerkungen) | Höchstplatzierung, Gesamtwochen, AuszeichnungChartplatzierungen (Jahr, Titel, Album, Platzierungen, Wochen, Auszeichnungen, Anmerkungen) | Höchstplatzierung, Gesamtwochen, AuszeichnungChartplatzierungen (Jahr, Titel, Album, Platzierungen, Wochen, Auszeichnungen, Anmerkungen) | Anmerkungen                                                       |
| Jahr | Titel Album                                                       | DE | UK | US | Anmerkungen                                                       |
| ---- | ----------------------------------------------------------------- | --- | --- | --- | ----------------------------------------------------------------- |
| 2006 | Breaking Free High School Musical (O.S.T.)                        | DE46 (10 Wo.)DE | UK9 (21 Wo.)UK | US4 (11 Wo.)US | Erstveröffentlichung: Januar 2006 mit Zac Efron & Vanessa Hudgens |
| 2006 | Get’cha Head in the Game High School Musical (O.S.T.)             | — | — | US23 (5 Wo.)US | Erstveröffentlichung: Januar 2006 mit Zac Efron                   |
| 2006 | Start Of Something New High School Musical (O.S.T.)               | — | UK90 (1 Wo.)UK | US28 (4 Wo.)US | Erstveröffentlichung: Januar 2006 mit Zac Efron & Vanessa Hudgens |
| 2006 | What I’ve Been Looking For (Reprise) High School Musical (O.S.T.) | — | — | US67 (1 Wo.)US | Erstveröffentlichung: Januar 2006 mit Vanessa Hudgens             |

## Filmografie
- 1999: Camp Tanglefoot: Alles fügt sich
- 2000: The Guiding Light (3 Gastauftritte)
- 2002: Dawson’s Creek (1 Gastauftritt)
- 2003/04: One Tree Hill (2 Gastauftritte, 1x4)
- 2004: Stuck in the Suburbs
- 2005: Locusts
- 2005: Campus Confidential
- 2005: Highschool News – Streng vertraulich! (Campus Confidential)
- 2006: Christopher Brennan rettet die Welt
- 2006: Complete Guide to Guys
- 2006: High School Musical (Seeleys Stimme wurde mit der von Zac Efron fusioniert)
- 2007: High School Musical: The Concert
- 2007: Claire
- 2007: Hotel Zack & Cody (The Suite Life of Zack & Cody, 1 Gastauftritt)
- 2008: Another Cinderella Story
- 2008: Soulmates
- 2009: Dark Legends – Neugier kann tödlich sein (The Shortcut)
- 2009: I Kissed a Vampire (2 Folgen)
- 2010: Freshman Father
- 2013: Für immer jung (Lovestruck: The Musical, Fernsehfilm)
- 2019: PS Es weihnachtet sehr (Write Before Christmas. Fernsehfilm)

Unter anderem sang er in Cheetah Girls – Auf nach Spanien mit Belinda das Lied Dance With Me. Auch in Another Cinderella Story singt Seeley eine Reihe von Liedern, wie unter anderem Just that Girl oder zusammen mit Selena Gomez New Classic.